# Overleie (Kortrijk)
Overleie is een buurt in de Belgische stad Kortrijk. Overleie behoort tot de historische binnenstad en ligt ten noorden van het Buda-eiland. Het ligt tussen de river de Leie, de spoorlijnen Kortrijk-Brugge en Kortrijk-Poperinge, de Sint-Jansput en de Burgemeester Vercruysselaan.

## Geschiedenis

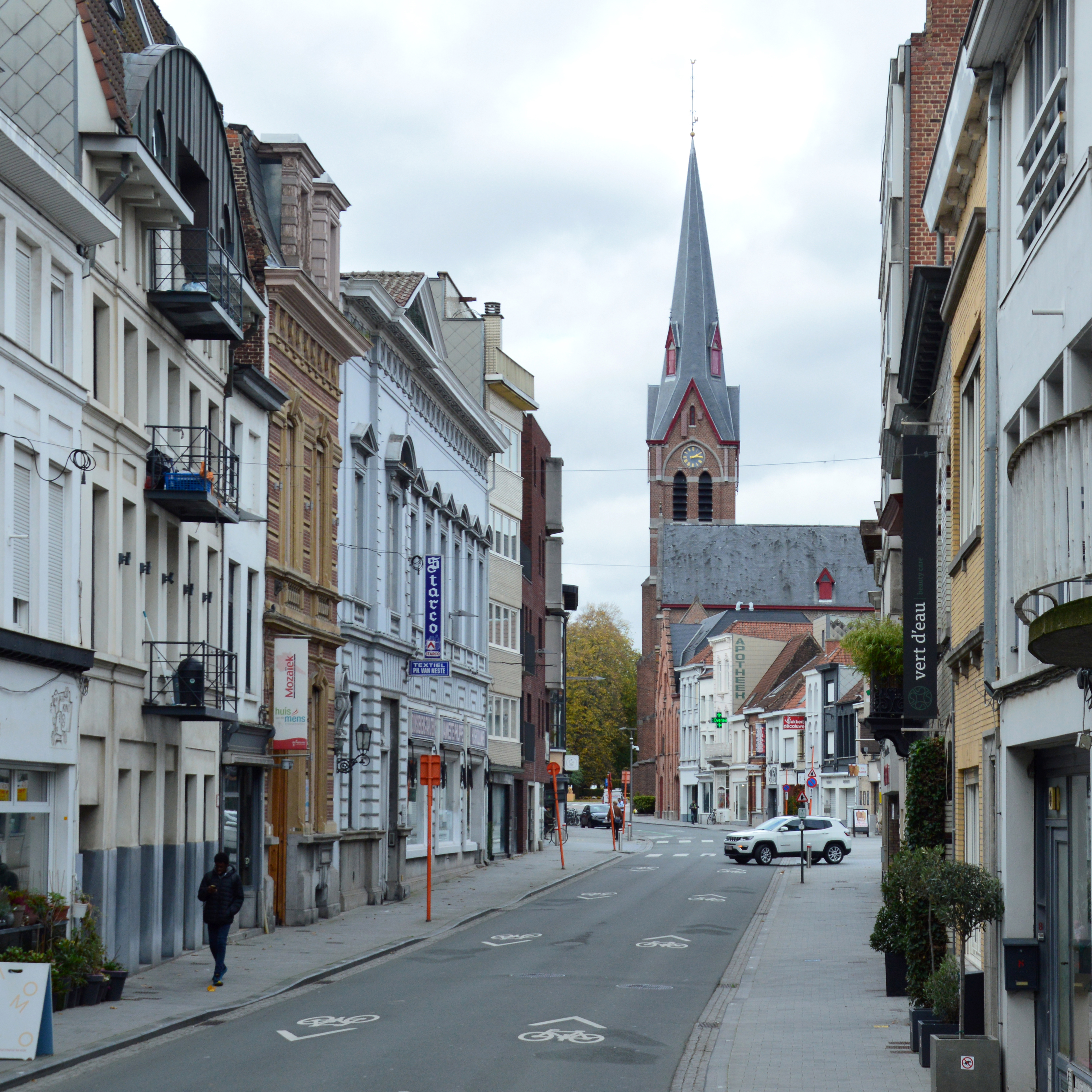
De Overleiestraat met de Sint-Elooiskerk

Overleie behoorde aanvankelijk niet tot de omwalde middeleeuwse stad. Pas vanaf de tweede omwalling uit 1413 werd Overleie, samen met Overbeke, opgenomen als stadswijk en beschermd met vestingen. Overleie is van oudsher een dichtbevolkte wijk. De wijk had vroeger een eigen dialect afwijkend van het Kortrijks en eigen gewoonten. Zo is bekend dat er vaak vetes en schermutselingen ontstonden met de poorters, de inwoners van het deel van Kortrijk ten zuiden van de Leie.
Het centrale plein van Overleie is het Sint-Amandsplein, dat oorspronkelijk de Vrijdagmarkt heette. Op dit plein stond in de eerste helft van de 20ste eeuw een overdekte markthal.
De centrale as doorheen de wijk is de Overleiestraat, een van de oudste straten van de stad. In 1893 werden in de Overleiestraat tramsporen gelegd voor de tramlijn KM. Met de vervanging van de elektrische trams door bussen verdwenen de tramsporen weer uit het straatbeeld.
De wijk heeft sinds de tweede helft van de 19de eeuw een eigen parochie. De gemeenteraad besliste in zitting van 23 september 1875 een nieuwe parochie op te richten op Overleie. Ze wijdde een voorlopige kerk in op 27 oktober 1878. Op 22 oktober 1882 was de eerstesteenlegging van de Sint-Elooiskerk, die naderhand plechtig werd ingewijd door bisschop Johan Joseph Faict op 1 december 1884. In 1891 was de opbouw voltooid. De kerk kwam op de plaats waar eeuwenlang de Sint-Elooiskapel stond.
In de 19de eeuw herbergde de wijk veel arbeidersgezinnen. De vele beluiken zijn hier nog steeds de stille getuige van. In het noorden van de wijk ligt het Koningin Astridpark. Dit ontstond na de afbraak van een rij verkrotte woningen.

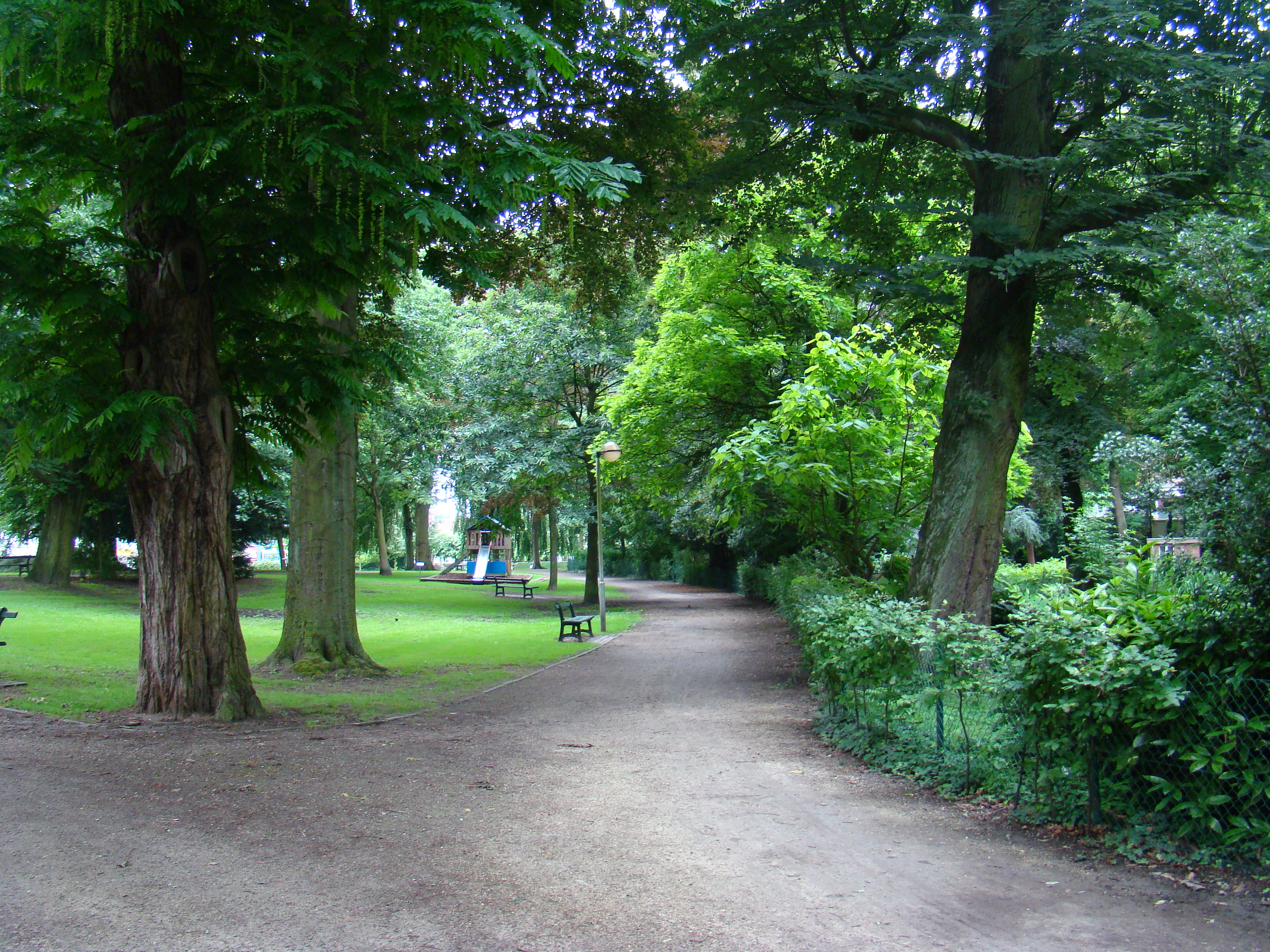
Het Koningin Astridpark op Overleie

Onder impuls van burgemeester Auguste Reynaert startte het stadsbestuur in 1896 met de aankoop en naderhand de slopingwerken van ca. 111 ongezonde woningen tussen de Overleiestraat, de Kapelstraat en de huidige Sint-Amandslaan, met de bedoeling daar een markthalle op te richten. Vanaf 4 februari 1899 opende de nieuwe markthalle haar deuren en ze kende -zeker in de beginjaren- een economisch succes. Bij de beschietingen van 20 oktober 1918 onderging het gebouw zware beschadigingen. Na de Eerste Wereldoorlog werd het gebouw openbaar verkocht en in 1920 gesloopt.
Op de plaats van deze overdekte hallen ontstond het Sint-Amandsplein, beter bekend onder zijn oorspronkelijke naam, de Vrijdagmarkt. Dit plein vormt het centrum van het hedendaagse Overleie.

## Tegenwoordig
- Tegenwoordig worden er in het voorjaar vaak zondagsrommelmarkten gehouden op het Sint-Amandsplein.
- Het Stadsontwikkelingsbedrijf Kortrijk (kortweg SOK) heeft plannen om een masterplan op te maken om de wijk Overleie nieuw leven in te blazen. De wijk kampt momenteel met veel bouwvallige woningen.[bron?]